# 776 Berbericia
A 776 Berbericia (ideiglenes jelöléssel 1914 TY) a Naprendszer kisbolygóövében található aszteroida. A. Massinger fedezte fel 1914. január 24-én.